# 勞倫·弗朗切斯卡
勞倫·弗朗切斯卡（英語：Lauren Francesca，1992年5月2日—）是一名美國女演員、YouTuber、音樂家、喜劇演員和製片人。她最知名的是常在自己的YouTube頻道的上發布影片，其內容多為幽默模仿、開箱文、表演和評論等。
2013年，弗朗切斯卡在她的YouTube頻道上發布了她的原創MV《Pay My Rent》。
2015年，她出演了獨立恐怖片《屍戮沼澤》。

## 早期生活
弗朗切斯卡出生於紐約。她曾就讀於福坦莫大学，在那她獲得獎學金後繼續學習醫學，但後來轉學至纽约科技学院，最終獲得了醫學和生物學學士學位。

## 外部連結
- 勞倫·弗朗切斯卡在互联网电影资料库（IMDb）上的資料（英文）
- 勞倫·弗朗切斯卡的X（前Twitter）
- 勞倫·弗朗切斯卡的Instagram帳戶
- 勞倫·弗朗切斯卡的Facebook專頁
- 官方YouTube頻道 （页面存档备份，存于）